# الجبجب (جحانة)

تعديل مصدري - تعديل

الجبجب هي إحدى قرى عزلة سهمان جحانة بمديرية جحانة التابعة لمحافظة صنعاء، بلغ تعداد سكانها 232 نسمة حسب تعداد اليمن لعام 2004.